# Kali ferrat
Kali ferrat là hợp chất hóa học với công thức hóa học là K2FeO4. Muối này có màu tím, có tính thuận từ, và là một ví dụ về các hợp chất của sắt(VI). Trong hầu hết các hợp chất, sắt có trạng thái oxy hóa +2 hay +3 (Fe2+ hay Fe3+). Như vậy dễ thấy FeO42− là một chất oxy hóa mạnh.
K2FeO4 được quan tâm cho các ứng dụng trong ngành "hóa học xanh" bởi vì sản phẩm tạo thành sau khi sử dụng là oxit sắt, không gây hại với môi trường, so sánh với một số chất oxy hóa như cromat được coi là có hại. Tuy nhiên, việc ứng dụng K2FeO4 gặp nhiều khó khăn vì nó quá dễ phản ứng. Ví dụ, dung dịch của nó không ổn định:
4K2FeO4 + 4H2O → 3O2↑ + 2Fe2O3 + 8KOH

## Tổng hợp và cấu tạo

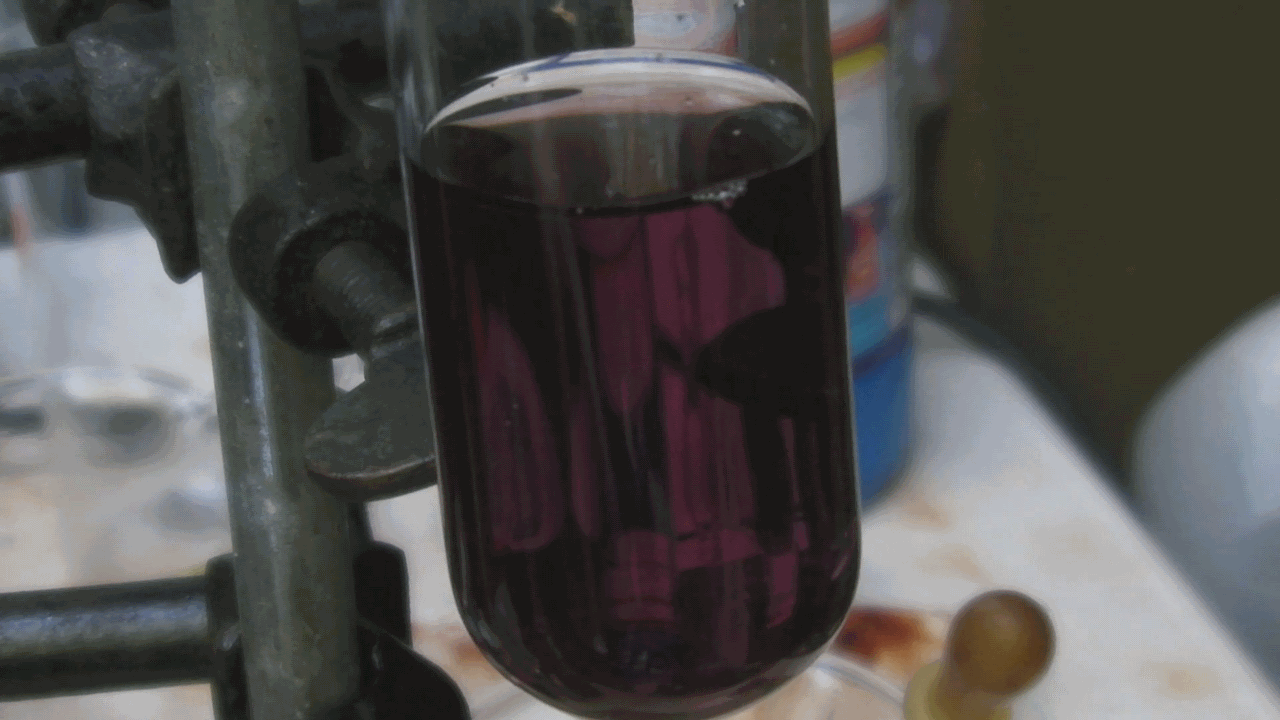
Dung dịch kali ferrat

Georg Ernst Stahl (1660–1734) lần đầu tiên khám phá ra kali ferrat khi đốt hỗn hợp của kali nitrat và bột sắt, sau đó đem hòa tan trong nước, tạo ra dung dịch màu tím. Edmond Frémy (1814–1894) về sau khám phá ra phản ứng của kali hydroxide với sắt(III) oxit trong không khí tạo ra hợp chất tan được trong nước. Hợp chất này có tính chất tương tự với kali manganat. Trong phòng thí nghiệm, để tạo K2FeO4, người ta oxy hóa dung dịch muối sắt(III) trông môi trường chứa KOH và chất có tính oxy hóa rất mạnh (như natri hypoclorit đặc). Một cách nữa là điện phân dung dịch KOH với catot là sắt.
Muối này có cấu trúc tương tự K2MnO4, K2SO4,và K2CrO4. Thể rắn bao gồm cation K+ và khối anion tứ diện FeO42−, với khoảng cách Fe–O là 1,66 Å. Muối bari không tan, BaFeO4, cũng được biết tới.

## Tính chất và các ứng dụng
Ở thể rắn, K2FeO4 ổn định. Tuy nhiên nó bị phân hủy tạo ra O2 trong nước trung tính, và đặc biệt bị phân hủy rất nhanh trong nước có tính axit. Ở độ pH cao, dung dịch khá ổn định. Màu tím đậm của dung dịch tương tự như màu kali pemanganat (KMnO
4). Tuy vậy kali ferrat còn có tính oxy hóa mạnh hơn kali pemanganat:
- Nó có thể bị phân huỷ khi đun nóng ở 500–700 ℃:

2K2FeO4 → K3FeO4 + KFeO2 + O2↑
- Nó có thể phản ứng với nước sôi:

4K2FeO4 + 6H2O → 4FeOOH↓ + 8KOH + O2↑
- Nó phản ứng với axit H2SO4 loãng:

4K2FeO4 + 10H2SO4 → 2Fe2(SO4)3 + 4K2SO4 + 3O2↑ + 10H2O
Vì sản phẩm tạo thành trong phản ứng oxy hóa khử là oxit sắt, K2FeO4 được ví như một "chất oxy hóa xanh". Nó đã được ứng dụng trong việc xử lý nước thải. Sau cùng, nó tạo sản phẩm là sắt(III) hydroxide, một chất kết tủa tốt.
Trong lĩnh vực tổng hợp chất hữu cơ, K2FeO4 dùng để oxy hóa alcohol.
K2FeO4 cũng đã thu hút sự chú ý với tiềm năng làm vật liệu cathode trong siêu pin sắt.
Nó cũng được sử dụng như chất làm cầm máu vết thương chưa đông, do nó có tính sát trùng và dễ kết tủa.